# Modern stoïcisme
Modern stoïcisme is een filosofie en levenskunst gebaseerd op het gedachtegoed van een van de belangrijkste filosofiescholen uit de oudheid.
Aan het einde van de twintigste eeuw groeide de belangstelling voor het stoïcisme op het moment dat in de psychologie de rationeel emotieve gedragstherapie  van Albert Ellis in zwang raakte. Deze voorloper van de cognitieve gedragstherapie van Aaron Beck was sterk beïnvloed door de oude filosofie van het stoïcisme. Eerder had het stoïcisme ook al invloed uitgeoefend op de psychotherapie van Paul DuBois en op de logotherapie van Viktor Frankl. Tegelijkertijd groeide in de reguliere filosofie met mensen als Philippa Foot, Alasdair MacIntyre en Martha Nussbaum de belangstelling voor de deugdethiek en daarmee ook voor het stoïcisme.
Het moderne stoïcisme baseert zich op de oude filosofie, maar tracht deze aan te passen aan de hand van nieuwe wetenschappelijke inzichten. Het waren vooral hedendaagse filosofen als Lawrence Becker, Massimo Pigliucci, Donald Robertson en in Nederland Miriam van Rijen die daar een bijdrage aan leverden. Lawrence Becker voerde in zijn boek “A New Stoïcism” een gedachte-experiment uit waarmee hij probeerde te achterhalen hoe het stoïcisme zich zou hebben ontwikkeld als het tweeduizend jaar lang een levend filosofisch systeem zou zijn gebleven. Hij kwam daarbij tot de slotsom dat het stoïcisme zich met wat aanpassingen prima staande had kunnen houden in de moderne filosofische en wetenschappelijke ontwikkelingen. Met zijn boek “The Philosophy of Cognitive-Behavioural Therapy” maakte Donald Robertson de dwarsverbanden tussen stoïcijnse filosofie en cognitieve gedragstherapie duidelijk.
Een van de belangrijkste verschillen tussen het klassieke stoïcisme en de moderne variant is de manier waarop tegen het universum wordt aangekeken. Het klassieke stoïcisme ziet het universum als een welwillende bewuste en rationele entiteit die aan de hand van deterministische natuurwetten de loop van de geschiedenis bepaalt. Het is moeilijk een dergelijk beeld van het universum met de moderne wetenschappelijke inzichten te verzoenen. Een ander verschil zit in het concept van de ideale stoïcijnse wijze. Volgens het klassieke stoïcisme zou alleen deze mythische wijze een werkelijke waardevol en gelukkig mens zijn. Alle andere mensen zouden als dwazen moeten worden aangemerkt. In de ogen van het modern stoïcisme is het ook voor gewone stervelingen mogelijk om in verschillende gradaties een waardevol en gelukkig leven te leiden.
Het moderne stoïcisme beleefde niet alleen in de filosofie en de psychotherapie een comeback. Ook in het publieke domein won zij aan invloed. Er bestaat een grote online gemeenschap en verschillende gerenommeerde filosofen onderhouden een blog of een podcast. Ook bestaan er een aantal stoïcijnse facebookgroepen.